# دیم سام
دیم سام (چینی سنتی: 點心; چینی ساده: 点心; ماندارین پین‌یین: diǎn xīn; یوت‌پینگ: dim2 sam1) به مجموعه‌ای گسترده از خوراکی‌های کوچک چینی گفته می‌شود که به‌طور سنتی در رستوران‌ها و معمولاً برای وعدهٔ چاشت سرو می‌شوند. امروزه بیشتر غذاهای دیم سام با آشپزی کانتونی مرتبط هستند، هرچند گونه‌هایی از دیم سام در دیگر سبک‌های آشپزی چینی نیز وجود دارد. در قرن دهم میلادی، زمانی که شهر کانتون (امروزی: گوانگ‌ژو) شاهد رشد سفرهای بازرگانی شد، بسیاری از مردم برای صرف خوراک‌های سبک به چای‌خانه‌ها روی می‌آوردند؛ خوراک‌هایی که همراه با چای و با عنوان «یام چا» (چاشت) شناخته می‌شدند. اصطلاح «یام چا» دربرگیرندهٔ دو مفهوم مرتبط است: مفهوم اول، «جت جونگ لوئنگ گین» (چینی: 一盅兩件)، که معنای تحت‌اللفظی آن «یک فنجان، دو خوراک» است و به رسمی اشاره دارد که در آن به مهمانان چای‌خانه‌ها، همراه با چای، دو خوراک کوچک و ظریف—شیرین یا شور—ارائه می‌شد. مفهوم دوم، دیم سام، که ترجمهٔ لفظی آن «لمس قلب» است؛ اصطلاحی که به این خوراکی‌های کوچک و همراه چای اطلاق می‌شود.
صاحبان چای‌خانه‌ها به تدریج انواع مختلفی از خوراکی‌ها را که دیم سام نام داشتند، به منوی خود افزودند. این سنتِ نوشیدن چای همراه با دیم سام، رفته‌رفته به شکل مدرن امروزی «یام چا» تکامل یافت. فرهنگ دیم سام کانتونی در نیمهٔ دوم قرن نوزدهم، در شهر گوانگ‌ژو، به سرعت توسعه پیدا کرد. دیم سام کانتونی در ابتدا بر پایهٔ خوراک‌های محلی این منطقه شکل گرفته بود، اما با گذر زمان و ادامهٔ گسترش این شیوه، سرآشپزها از سنت‌ها و تأثیرات دیگر مناطق چین نیز بهره گرفتند. دیم سام کانتونی دامنهٔ بسیار گسترده‌ای از طعم‌ها، بافت‌ها، سبک‌های پخت و مواد اولیه را در بر می‌گیرد و می‌توان آن را به دسته‌های گوناگونی تقسیم کرد: خوراکی‌های روزمره، غذاهای فصلی، ویژه‌های هفتگی، خوراک‌های مخصوص مهمانی، غذاهای مناسبتی، غذاهای اختصاصی رستوران، خوراکی‌های مناسب سفر، و نیز غذاهای صبحانه، ناهار و تنقلات شبانه.
برآوردهایی وجود دارد که نشان می‌دهد در مجموع، دست‌کم دو هزار نوع دیم سام در سراسر چین وجود دارد، اما در خارج از چین، تنها حدود ۴۰ تا ۵۰ نوع از این خوراکی‌ها به‌طور رایج عرضه می‌شوند. تنها در استان گوانگ‌دونگ، بیش از هزار نوع غذای دیم سام منشأ گرفته که این رقم در هیچ منطقهٔ دیگری از چین قابل مقایسه نیست. در حقیقت، در بسیاری از کتاب‌های آشپزی مربوط به فرهنگ‌های غذایی مختلف چین، دیم سام‌های محلی معمولاً همراه با سایر تنقلات سنتی همان منطقه فهرست می‌شوند. اما این موضوع در مورد دیم سام کانتونی صادق نیست، زیرا این سبک به مرور زمان به یک شاخهٔ مستقل از آشپزی تبدیل شده است.
رستوران‌های دیم سام معمولاً مجموعه‌ای گسترده از خوراکی‌ها را ارائه می‌دهند که تعداد آن‌ها اغلب به چند ده نوع مختلف می‌رسد. چای در این تجربه به اندازهٔ خود خوراکی‌ها اهمیت دارد و بخش جدایی ناپذیر آن به‌شمار می‌رود. بسیاری از رستوران‌های کانتونی دیم سام را از ساعت ۵ صبح سرو می‌کنند، درحالی‌که رستوران‌های سنتی‌تر معمولاً سرو دیم سام را تا نیمه‌های بعدازظهر ادامه می‌دهند. در هنگ کنگ و استان گوانگ‌دونگ، برخی رستوران‌ها دیم سام را در تمام طول روز تا نیمه‌شب عرضه می‌کنند. رستوران‌های دیم سام دارای شیوهٔ سرو منحصربه‌فردی هستند؛ به طوری که پیش‌خدمت‌ها، خوراکی‌ها را با چرخ‌دستی‌های گرم‌شونده با بخار نزد مشتریان می‌برند و انتخاب را به آن‌ها پیشنهاد می‌دهند.
امروزه سرو دیم سام در وعدهٔ شام نیز رایج شده و بسیاری از رستوران‌ها انواع دیم سام را به صورت تک‌فروشی برای سفارش بیرون‌بر نیز عرضه می‌کنند. افزون بر دیم سام سنتی، برخی سرآشپزها نیز خوراکی‌هایی نوآورانه با الهام از آشپزی ترکیبی تهیه می‌کنند. همچنین، انواع خاصی از دیم سام نیز طراحی شده‌اند که ظاهر جذابی برای شبکه‌های اجتماعی داشته باشند؛ از جمله دامپلینگ‌ها و نان‌هایی که شبیه حیوانات ساخته شده‌اند.

## برای مطالعهٔ بیشتر
- Hong Kong’s disappearing dim sum: why old-school trolleys and pig liver siu mai are being replaced بایگانی‌شده  در اکتبر ۳۱, ۲۰۲۳ توسط Wayback Machine
- A Hong Kong dim sum essential: why bamboo steamers are such a vital part of one of the city’s most loved food traditions بایگانی‌شده  در نوامبر ۲۹, ۲۰۲۳ توسط Wayback Machine
- 'Joys of life': Hong Kong food traditions endure in city of flux بایگانی‌شده  در فوریه ۷, ۲۰۲۵ توسط Wayback Machine
- How to enjoy dim sum in Hong Kong بایگانی‌شده  در اکتبر ۴, ۲۰۲۲ توسط Wayback Machine